# زويتزاخ
زويتزاخ (بالألمانية: Seuzach) هي بلدية سويسرية تتبع لمقاطعة فينترتور في كانتون زيورخ. تبلغ مساحتها 7.56 كيلومتر مربع، ويقدر عدد سكانها بـ 7312 نسمة (حسب تعداد ديسمبر 2017).